# Saint Vitus (album)
Saint Vitus – debiutancki album doommetalowej grupy Saint Vitus. 

## Lista utworów
1. "Saint Vitus" - 4:49 (Muzyka i słowa: Dave Chandler)
2. "White Magic/Black Magic" - 5:27 (Chandler)
3. "Zombie Hunger" - 7:21 (Chandler)
4. "The Psychopath" - 9:26 (Muzyka: Mark Adams, Słowa: Dave Chandler)
5. "Burial at Sea" - 8:38 (Chandler)

## Muzycy
- Scott Reagers - wokal
- Dave Chandler - gitara
- Mark Adams - bas
- Armando Acosta - perkusja